# Пепе (футболіст, 1997)
Едуардо Габріел Акіно Косса (порт. Eduardo Gabriel Aquino Cossa), більш відомий як Пепе (порт. Pepê; нар. 24 лютого 1997, Фос-ду-Ігуасу) — бразильський футболіст, нападник португальського клубу «Порту».

## Клубна кар'єра
Народився 24 лютого 1997 року в місті Фос-ду-Ігуасу. Вихованець однойменної футбольної школи. Дорослу футбольну кар'єру розпочав 2015 року в складі «Фос-ду-Ігуасу», в якій провів два сезони, взявши участь у 5 матчах бразильської Серії D.
4 квітня 2016 року Пепе приєднався до команди вищого дивізіону «Греміо». 28 травня 2017 року дебютував у бразильській Серії A, вийшовши на заміну замість Евертона Соареса в матчі проти «Спорт Ресіфі». 3 грудня 2017 року забив свій перший гол за «Греміо» у матчі проти «Атлетіко Мінейро». Його клуб також виграв Кубок Лібертадорес у 2017 році, при цьому Пепе не брав участі в жодному матчі. Проте він зіграв кілька матчів протягом двох наступних сезонів, де «Греміо» обидва рази дійшов до півфіналу. Загалом відіграв за команду з Порту-Алегрі чотири сезони своєї ігрової кар'єри. Більшість часу, проведеного у складі «Греміо», був основним гравцем атакувальної ланки команди.
18 лютого 2021 року Пепе підписав контракт із португальським клубом «Порту», який набув чинності з 1 липня. Він дебютував 8 серпня, замінивши Мегді Таремі на останні вісім хвилин домашньої гри проти «Белененсеша САД» (2:0) і забив свій перший гол 19 вересня у ворота «Морейренсі» (5:0). Його перший сезон завершився здобуттям «золотого дубля», а наступного року Пепе виграв з командою ще один національний кубок, а також Кубок ліги. Станом на 13 вересня 2023 року відіграв за клуб з Порту 66 матчів в національному чемпіонаті.

## Кар'єра в збірній
2020 року виступав у складі олімпійської збірної Бразилії в рамках Передолімпійського турніру КОНМЕБОЛ і допоміг команді посісти друге місце, забивши 3 голи.

## Статистика виступів

### Статистика клубних виступів
| Сезон                     | Команда                   | Чемпіонат                 | Чемпіонат | Чемпіонат | Національний кубок | Національний кубок | Національний кубок | Континентальні кубки | Континентальні кубки | Континентальні кубки | Інші змагання | Інші змагання | Інші змагання | Усього | Усього | Усього |
| Сезон                     | Команда                   | Ліга                      | Ігор      | Голів     | Ліга               | Ігор               | Голів              | Ліга                 | Ігор                 | Голів                | Ліга          | Ігор          | Голів         | Ігор   | Голів  |        |
| ------------------------- | ------------------------- | ------------------------- | --------- | --------- | ------------------ | ------------------ | ------------------ | -------------------- | -------------------- | -------------------- | ------------- | ------------- | ------------- | ------ | ------ | ------ |
| 2015                      | «Фос-ду-Ігуасу»           | ЛП+D                      | 2+5       | 0+2       |                    | -                  | -                  |                      | -                    | -                    |               | -             | -             | 7      | 2      |        |
| 2016                      | «Фос-ду-Ігуасу»           | ЛП                        | 7         | 3         |                    | -                  | -                  |                      | -                    | -                    |               | -             | -             | 7      | 3      |        |
| Усього за «Фос-ду-Ігуасу» | Усього за «Фос-ду-Ігуасу» | Усього за «Фос-ду-Ігуасу» | 14        | 5         |                    | 12                 | 0                  |                      | -                    | -                    |               | -             | -             | 14     | 5      |        |
| 2017                      | «Греміо»                  | ЛГ+A                      | 0+3       | 1         | КБ                 | 0                  | 0                  |                      | -                    | -                    |               | -             | -             | 3      | 1      |        |
| 2018                      | «Греміо»                  | ЛГ+A                      | 4+20      | 0+2       | КБ                 | 1                  | 0                  | КЛ                   | 3                    | 0                    |               | -             | -             | 25     | 2      |        |
| 2019                      | «Греміо»                  | ЛГ+A                      | 10+32     | 4+8       | КБ                 | 5                  | 0                  | КЛ                   | 4                    | 1                    |               | -             | -             | 51     | 13     |        |
| 2020                      | «Греміо»                  | ЛГ+A                      | 10+26     | 3+8       | КБ                 | 6                  | 0                  | КЛ                   | 8                    | 3                    |               | -             | -             | 50     | 14     |        |
| Усього за «Греміо»        | Усього за «Греміо»        | Усього за «Греміо»        | 105       | 26        |                    | 12                 | 0                  |                      | 15                   | 4                    |               | -             | -             | 132    | 30     |        |
| 2021–22                   | «Порту»                   | ПЛ                        | 28        | 4         | КП+КЛ              | 5+2                | 0+1                | ЛЧ+ЛЄ                | 3+4                  | 0+1                  |               | -             | -             | 42     | 6      |        |
| 2022–23                   | «Порту»                   | ПЛ                        | 32        | 4         | КП+КЛ              | 5+6                | 0+1                | ЛЧ                   | 8                    | 0                    | СП            | 1             | 0             | 52     | 5      |        |
| Усього за «Порту»         | Усього за «Порту»         | Усього за «Порту»         | 60        | 8         |                    | 18                 | 2                  |                      | 15                   | 1                    |               | 1             | 0             | 94     | 11     |        |
| Усього за кар'єру         | Усього за кар'єру         | Усього за кар'єру         | 179       | 39        |                    | 30                 | 2                  |                      | 30                   | 5                    |               | 1             | 0             | 240    | 46     |        |

## Титули і досягнення
- Володар Кубка Лібертадорес (1):

«Греміо»: 2017
- Володар Рекопи Південної Америки (1):

«Греміо»: 2018
- Чемпіон Португалії (1):

«Порту»: 2021/22
- Володар Кубка Португалії (3):

«Порту»: 2021/22, 2022/23, 2023/24
- Володар Кубка португальської ліги (1):

«Порту»: 2022/23
- Володар Суперкубка Португалії (2):

«Порту»: 2022, 2024